# Akute-Phase-Protein
Im Rahmen von Gewebsschädigungen (Verletzung, Operation, Infektion) kommt es zu einer unspezifischen Immunreaktion (Akute-Phase-Reaktion, SIRS). Endothelzellen, Fibroblasten und Entzündungszellen wie z. B. Makrophagen im geschädigten Gewebe setzen Botenstoffe („Mediatoren“) frei, z. B. Interleukin-1, Interleukin-6, TNF-α, TGF-β, gamma-Interferon, EGF, LIF u. a., die über die Blutbahn die Leber erreichen. Dort stimulieren sie in Anwesenheit von Cortisol die Leber zur vermehrten Synthese der etwa 30 verschiedenen Akute-Phase-Proteine. Ihre Konzentration nimmt innerhalb von 6–48 Stunden nach dem schädigenden Ereignis auf das ein- bis zweitausendfache zu.

## Funktion
- Lokalisierung der Entzündung
- Verhinderung der Ausbreitung
- Unterstützung des Immunsystems bei der Sanierung des Entzündungsherdes

## Akute-Phase-Proteine
- Fibrinogen: steigert die Gerinnungsneigung → lokale Thrombusbildung im Entzündungsgebiet → Erreger werden nicht weiter in die Blutbahn ausgeschwemmt.
- Alpha1-Antitrypsin und Alpha-Antichymotrypsin: wirken den vermehrt freigesetzten Proteasen entgegen → Reduktion der Gewebsschädigung.
- C-reaktives Protein: bindet sich an Phosphocholin des Pathogens → Opsonisierung (=„schmackhaft machen“ für Phagozyten) und aktiviert durch C1q-Bindung das Komplementsystem
- Serum-Amyloid-A (SAA): induziert Leukozytenadhäsion und Bildung proinflammatorischer (entzündungsfördernder) Zytokine
- Orosomucoid (saures Alpha1-Glykoprotein): fördert Fibroblastenwachstum und interagiert mit Kollagen
- Haptoglobin: Hämoglobinbindung und -transport zum Schutz vor renaler Ausscheidung
- Caeruloplasmin: hemmt Bildung freier Sauerstoffradikale
- Komplement-C3: Opsonierung und Chemotaxis
- Komplement-MBL: Mannose-bindendes Lektin des MBL-Wegs der Komplementaktivierung
- Plasminogen
- Ferritin:  Eisenentzug, welches Bakterien für ihr Wachstum brauchen
- Procalcitonin
- Thrombopoetin: fördert die Megakaryopoese und damit die Bildung von Thrombozyten
- Hepcidin: hemmt den Eisentransporter Ferroportin an Darmmukosazellen und senkt damit die Aufnahme von Eisen aus dem Darm ins Blut

## Anti-Akute-Phase-Proteine
Anti-Akute-Phase-Proteine, auch „negative Akute-Phase-Proteine“ genannt, zeigen sinkende Serumkonzentrationen bei akuten Entzündungen. Zu ihnen gehören:
- Albumin
- Transferrin
- Antithrombin III
- Transthyretin (Präalbumin)
- Retinol-bindende Proteine